# 北豪根山
71°43′S 25°27′E / 71.717°S 25.450°E
北豪根山是南極洲的山峰，位於毛德皇后地的朗希爾德公主海岸，屬於南龍達訥山脈的一部分，處於坎普冰川東岸，挪威製圖師根據該國探險隊的空中照片繪入地圖。